# Pinto (apelido)

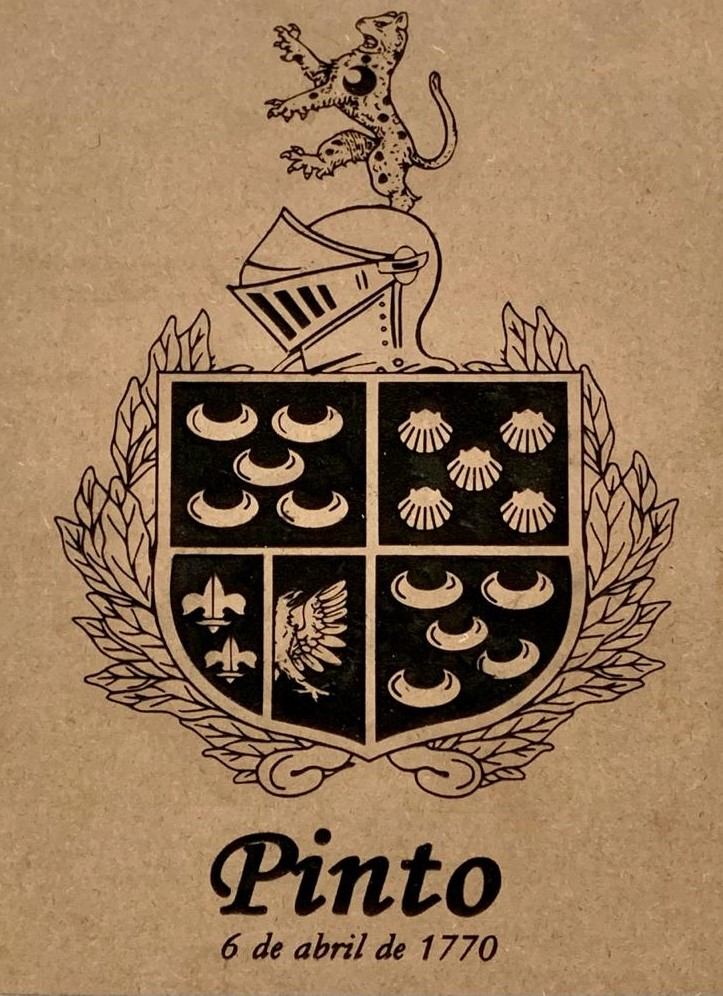
Brasão esquartelado 1º e 4 Pinto, 2º Sequeira e 3º Maciel. Timbre de Pinto

Pinto é um apelido português, oriundo de uma alcunha sobremaneira comum nos primórdios da fundação da nacionalidade portuguesa, existindo em grande abundância nos registos dos Livros Velhos de Linhagens, remontando a gerações remotas da fidalguia portucalense.

## Origens
Apelido de uma das linhagens mais antigas de Portugal, segundo os nobiliários derivam de Paio Soares Pinto, documentado no cartulário chamado de "Baio Ferrado" do mosteiro de Grijó, numa escritura de Abril de 1156, onde aparece como "Pelagio Pinto", também referido no mesmo documento como "Pelagio Suariz, cognomento Pinto" ou seja Paio Soares, “dito Pinto”. Este cavaleiro viveu na sua quinta do Paço em Feira, no tempo do conde D. Henrique. Amado de Azambuja diz que este já era falecido em 1126  data em que a sua viúva, Maria Mendes (filha de Mendo Odoriz), vendeu em seu nome e de suas filhas a dita Quinta ao mosteiro de Grijó. Foi filha herdeira Maior Pais Pinto, casada com D. Egas Mendes de Gundar, cavaleiro que participou ao lado de D. Afonso Henriques, na batalha de Ourique (1139). Este seria filho de Mendo de Gundar.
A partir do sobredito casal houve notável propagação deste apelido, mormente na zona de Ferreiros de Tendais, freguesia do concelho de Cinfães, onde se encontrava a Torre da Chã, também conhecida como «Torre dos Pintos».
Com efeito, os Pintos mantiveram uma posição social de destaque no panorama português.
A referida quinta da Torre da Chã estava aforada pela coroa, no início do século XIV, ao cavaleiro Vasco Martins Pinto. Segundo o escritor e genealogista Manuel Abranches de Soveral, o bisneto deste Vasco Martins, chamado Vasco Rodrigues Pinto (conhecido pela alcunha de "o de Ceuta" por ter estado na respectiva conquista, em 1415), teve do rei D. João I, a 13 de março de 1423, a mercê de haver por livre a quinta da Torre da Chã, da qual até então a família Pinto pagava foro à coroa.

## Heráldica

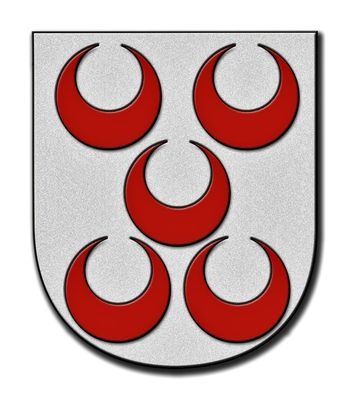
Escudo da Família Pinto

Existe uma lenda heráldico-genealógica  num manuscrito seiscentista, designado “Armaria”, existente nos reservados da Biblioteca Nacional,
fólio 259 vº, refere que é :
Tradição dos deste apelido - Ao primeiro desta família disse el Rey D. Affonso Henriques na do Campo de Ourique vendoo que estava muy ferido, e tinto de sangue dos mouros: Como vindes Pinto em sangue, e daqui lhe ficou o apellido e as luas que thomou por as ganhar numa batalha aos mouros esta batalha se deu na serra do Arestal duas legoas de Arouqua, junto a Arões, na batalha que teve o conde Vermudes Forjaz, e Pedro Fernandes de Almeida primo de Affonso Annes Pinto com Almançor...” Acrescentando que a expressão “como vem pinto (d)e sange modo de falar daquele te(m)po. Pinto hoje é (s)t(ar). tinto, ou pintado”. Obras recentes também referem que, “Alguns autores dizem que o apelido deriva de
uma alcunha motivada por um cavaleiro regressar de uma batalha com a sua armadura e o resto da indumentária salpicadas com pingos de sangue
. As armas desta linhagem: Um escudo de prata, com cinco crescentes de vermelho. Timbre: leopardo de prata, armado e lampassado de vermelho, com um crescente do escudo na espádua.
A simbologia heráldica desta linhagem “cinco crescentes vermelhos” são uma alusão clara a vitórias sobre os mouros, representando os pendões tomados aos sarracenos em combate, remetendo assim para o período da reconquista cristã.

## Difusão internacional
Este apelido também marca presença em Espanha, onde é o 527.º apelido mais comum. A primeira abonação histórica deste apelido, em Espanha, data de 1560 e pertence ao fidalgo de Vilallón, Andrés Pinto, que aí nasceu e se casou com Luisa Escobar.
Fruto do seu matrimónio, nasceu Blas Pinto y Escobar, em 1584, o qual trouxe o apelido para o Chile, onde também é comum, mesmo nos dias de hoje.